# M24 Chaffee
De M24 Chaffee was een Amerikaanse lichte tank gebruikt tijdens de Tweede Wereldoorlog, en daarna onder andere in de Koreaanse Oorlog. In Britse dienst kreeg de M24 de naam Chaffee, naar de Amerikaanse generaal Adna R. Chaffee, Jr..

## Beschrijving
In april 1943 startte het Amerikaanse leger met het ontwerp van een opvolger voor de M3-M5 Stuart, de M24 Chaffee. De lichte tank kreeg een 75 mm kanon M6 als hoofdbewapening en twee .30 machinegeweren. Op de koepel was nog plaats voor een .50 machinegeweer tegen luchtdoelen.
De romp was gelast en het 25 mm dikke romppantser was relatief bescheiden. Dit werd deels gecompenseerd door een hoge snelheid. Twee V8 cilinder Cadillac motoren van elk 110 pk gaven het voertuig een snelheid van circa 55 km/h op de weg en 40 km/h op het terrein. De motoren lagen op rails en konden naar buiten worden geschoven hetgeen het onderhoud vereenvoudigde. De automatische versnellingsbak had acht versnellingen vooruit en vier achteruit en maakte het voertuig relatief gemakkelijk te bedienen.
De bemanning bestond uit vijf personen: een chauffeur links voor, een bijrijder en tegelijk radiobediener rechts voor, een schutter, een lader en een commandant in de toren.
De belangrijkste Amerikaanse fabrikanten van de tank zijn geweest: American Car & Foundry, Cadillac, Massey-Harris en General Motors. Tussen maart 1944 en juni 1945 zijn er ongeveer 4 700 exemplaren van geproduceerd. Haar Amerikaanse opvolger was de M41 Walker Bulldog.
Het Nederlandse leger heeft na de Tweede Wereldoorlog tot ongeveer 1962 de Chaffee tank gebruikt bij cavalerie verkenningseenheden. Elk verkenningspeloton had twee Chaffee tanks en in totaal had het leger er ongeveer 50 in gebruik. De AMX 13, een Franse lichte tank, was de opvolger van de Chaffee tank.